# Trésor des Chartes de Lorraine
Le Trésor des Chartes de Lorraine sont les archives initialement privées de la famille ducale de Lorraine puis auxquelles sont adjointes dès le XVe siècle celle de la Chambre des comptes du duché de Lorraine.

## Historique

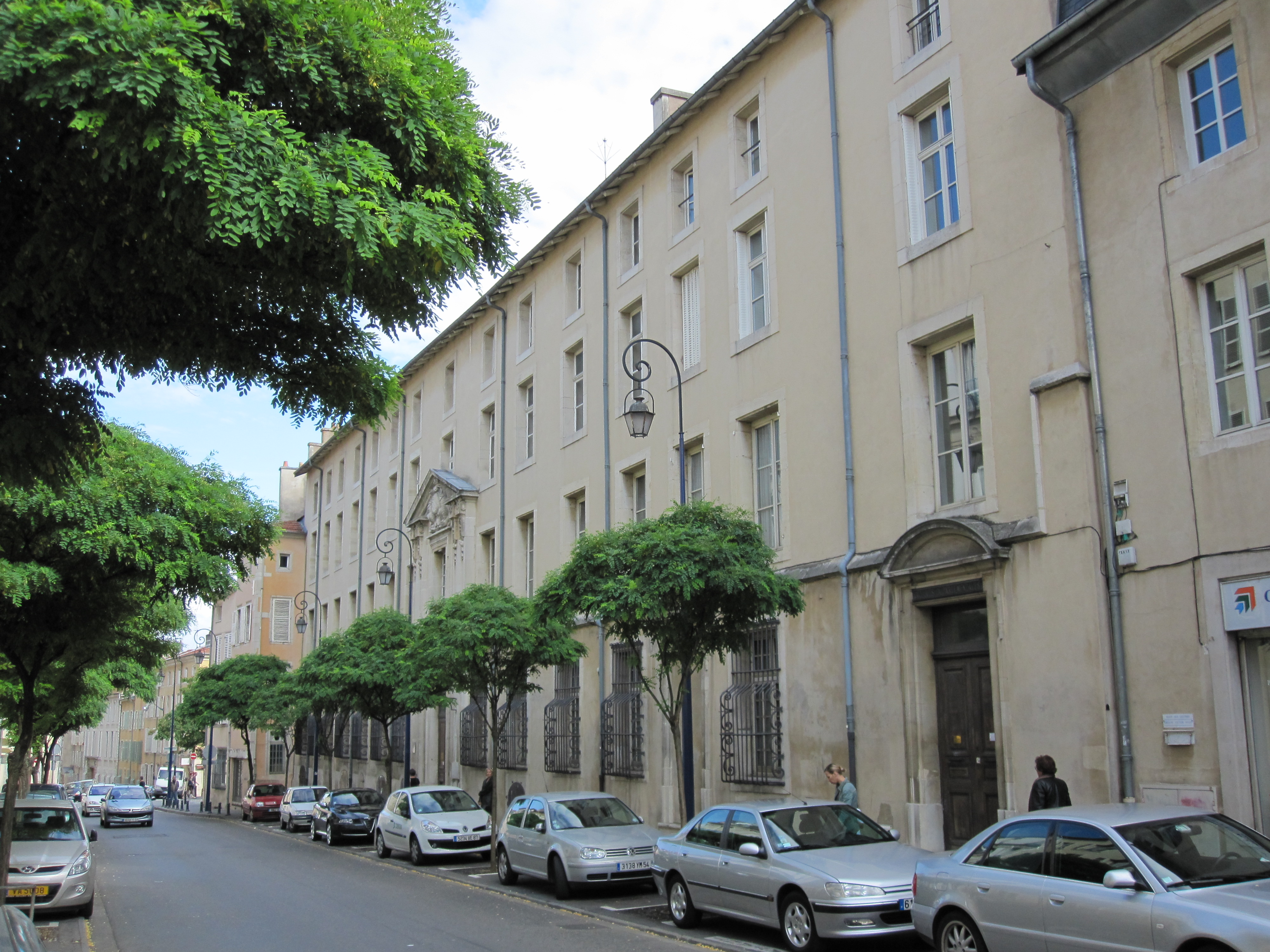
Hôtel de la Monnaie de Nancy, actuelles archives départementales

Les archives particulières de la couronne ducale, désignées sous le nom de Trésor des chartes de Lorraine, ont été constituées dès le XIe siècle. 
Dès le XIVe siècle elles furent transférées au palais ducal de Nancy dans la fameuse tour des chartes. Sous René Ier de Lorraine, le trésor des chartes passe sous contrôle de la Chambre des comptes de Lorraine.
À la suite de la guerre de Trente Ans, les archives avaient été transférées dans la forteresse de La Mothe puis partiellement saisies par le Royaume de France. Initialement conservées à la Sainte-Chapelle, elles furent ensuite transférées en la citadelle de Metz. Elles furent partiellement restituées au duché de Lorraine par le traité de Ryswick.
En 1737, quand François III de Lorraine quitte le duché puis devint l'empereur François Ier du Saint-Empire, une partie des chartes le suit jusque Venise tandis que la majeure partie du fonds était conservée au palais de justice de Nancy (une partie des chartes de Vienne fut rétrocédée à Nancy en 1923, à la suite du traité de Saint-Germain en 1919).
En 1773 est décidé l'établissement de la Chambre des comptes ainsi que du Trésor de Chartes dans l'hôtel de la Monnaie, où elles demeurent depuis, le bâtiment étant devenu par la suite les archives départementales de la Meurthe puis de Meurthe-et-Moselle.

## Sources
- Historique des archives sur le site des Archives départementales de Meurthe-et-Moselle
- Le Fonds 3F (archives rétrocédées par Vienne)
- Michel Antoine : Le fonds du Conseil d'État et de la Chancellerie de Lorraine aux Archives nationales, Nancy, 1954, in-8°, 100 p. (tiré à part des Annales de l'Est, 1953).
- Les archives du duché de Lorraine.
- Documents et pièces diverses, en majeure partie originaux, conservés jadis dans le Trésor des Chartes de Lorraine, BnF, département des manuscrits, Lorraine 222.